# Phyllopodopsyllus hermani
Phyllopodopsyllus hermani is een eenoogkreeftjessoort uit de familie van de Tetragonicepsidae. De wetenschappelijke naam van de soort is voor het eerst geldig gepubliceerd in 1969 door Coull.